# T231/232次列车
T231/232次列车，是中国铁路运行于首都北京至陕西省会西安的一趟特快列车，自2000年10月21日起开行，现由北京局集团石家庄客运段京西车队负责客运任务。列车使用中国铁路25K型客车，沿京广铁路和陇海铁路运行，跨越北京、河北、河南、陕西三省一市，全程1200千米。其中北京西站至西安站运行13小时04分，使用车次为T231次；西安站至北京西站运行12小时47分，使用车次为T232次。

## 历史

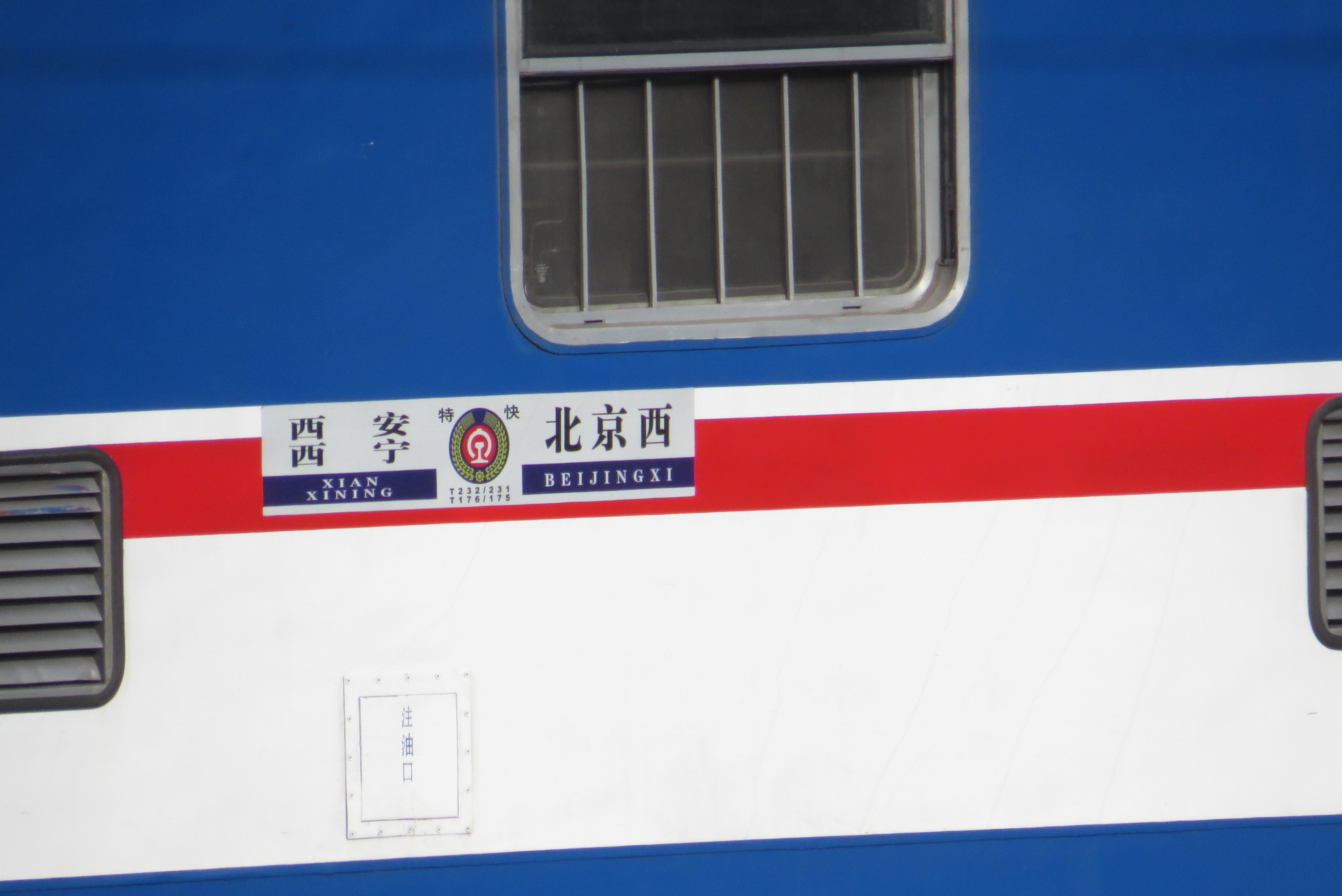
T231/232次列车水牌（2015年）

2000年10月21日，中国铁路实施第三次大面积提速，重新分类和调整了列车的等级和车次，同时新增了5对由北京始发的旅客列车，其中包括北京西－西安的快速列车，使用车次为K131/132次，沿京广、陇海线运行。2001年10月10日更换为新造25K型客车，同月21日中国铁路第四次大提速后，K131/132次列车升级为特快列车，车次使用T231/232次。
2006年1月2日，因铁路设备故障和天气原因，导致1月1日下午由北京西开往西安的T231次列车晚点14小时到达西安站。近30名旅客拖着行李包围堵列车长讨说法。在旅客的一再要求下，列车长当场在车票上签字，确认晚点。由于双方就此一直未达成协议，导致本该返程的T232次列车再度延后约1小时。
2009年7月9日，华山旅游集团与华铁传媒在北京达成协议，将北京－西安的T231/232次列车冠名为“华山旅游专列”，为期一年。期间列车上的所有视听宣传内容皆为华山景区的宣传内容，藉此对华山的形象、文化和品牌故事进行全面、系统的推广。
2011年9月19日，受河南、陕西等多地持续降雨影响，陇海铁路观音堂站至庙沟站区间下行线塌方，造成当日北京西开往西安的T231次列车停运，并有十余趟进京列车晚点、北京西站多趟始发车晚点。T231停运使对开列车T232次列车无法到达，其后于9月20日恢复正常。
2021年3月22日，T175/6次、T231/2次列车由北京客运段转交石家庄客运段。

## 列车编组

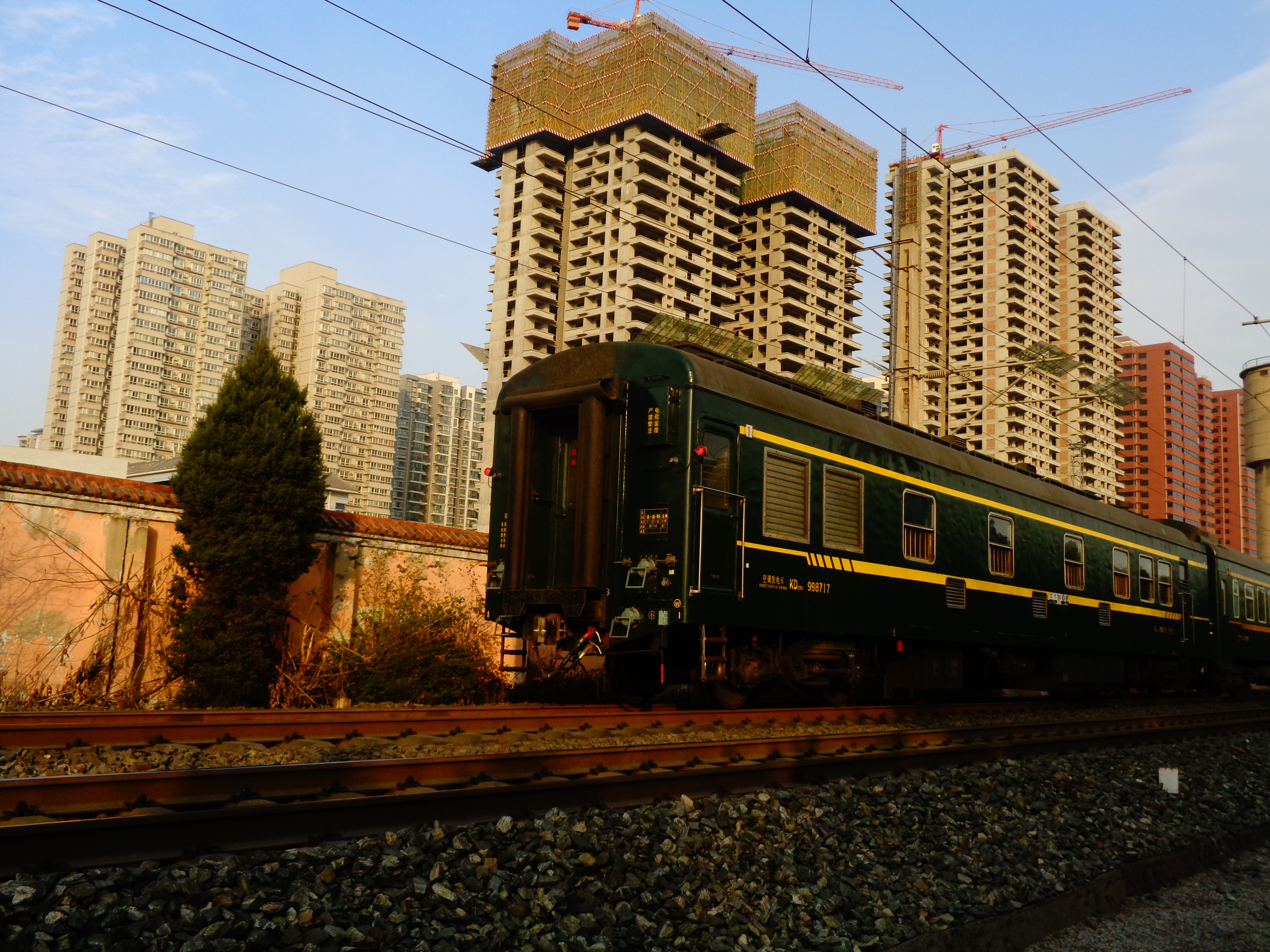
列车到达西安后回送至段内

T231/232次列车现使用配属北京铁路局北京车辆段的中国铁路25K型客车，采取19节编组，其中硬卧车8节，硬座车6节，软卧车2节，餐车、行李车和空调发电车各1节。车辆均采用卫星定位技术和微机自动控制管理系统并装有电子防滑器，构造速度为160千米/小时。2012年7月1日起，列车与北京西－西宁的T175/176次列车套跑，具体执行为：北京西开T231次至西安→西安开T232次至北京西→北京西开T175次至西宁→西宁开T176次至北京西。
| 车厢编号 | 1                | 2-7          | 8          | 9-10         | 11-18        | 19           |
| 车型     | KD25K 空调发电车 | YZ25K 硬座车 | CA25K 餐车 | RW25K 软卧车 | YW25K 硬卧车 | XL25K 行李车 |
| 配属     | 京局京段         | 京局京段     | 京局京段   | 京局京段     | 京局京段     | 京局京段     |

## 机车交路

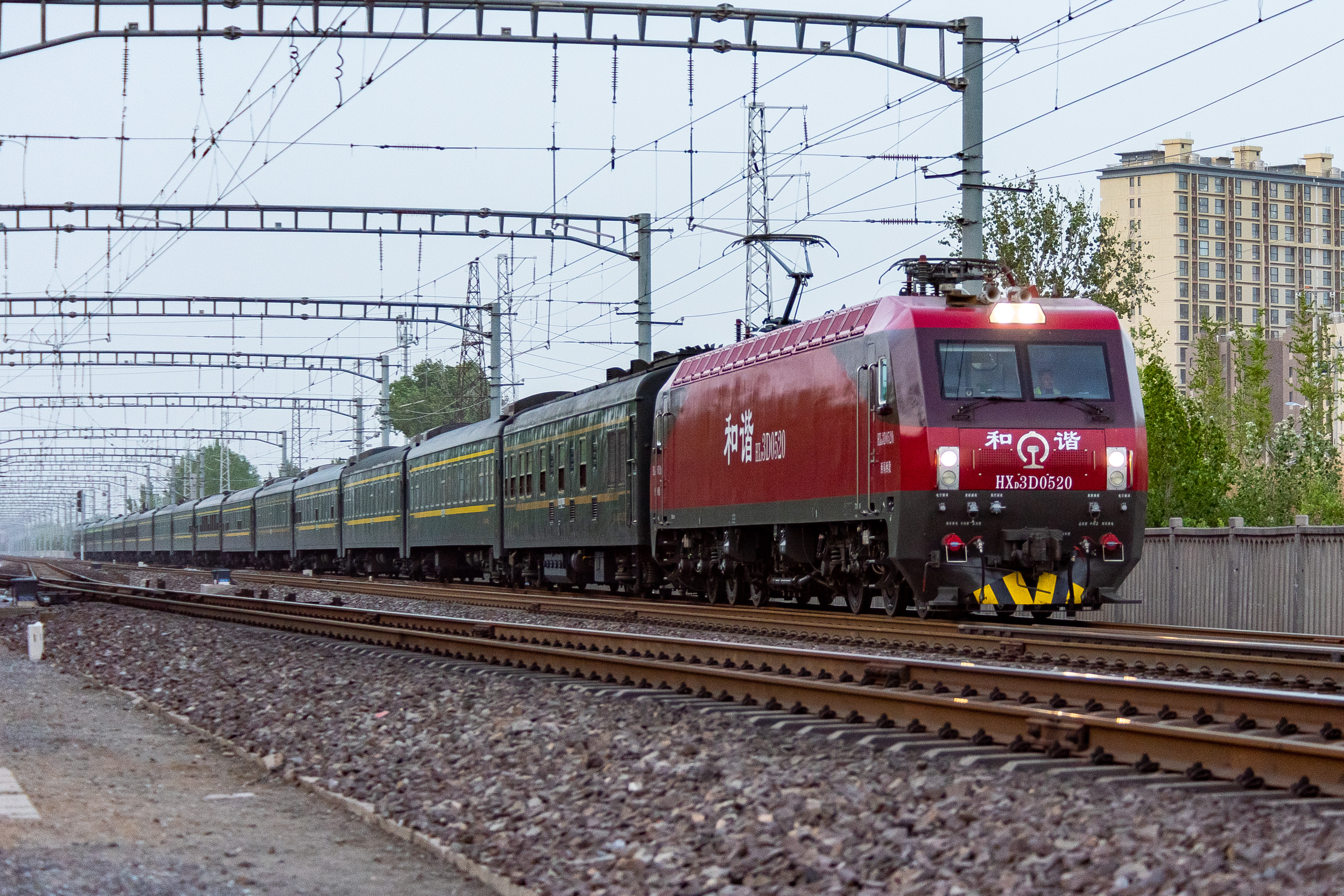
配属西安机务段的HXD3D型0520号电力机车牵引T231次通过京广线长阳村线路所（2021年5月）

T231/232次列车由西安铁路局使用西安机务段的和谐3D型电力机车担当全程牵引机车，由西安机务段乘务员值乘。
| 车站区段               | 北京西 ↔ 西安                      |
| 本务机车 配属 司机更替 | 和谐3D型电力机车 西局西段 西安司机 |

## 时刻表
- 数据截至2023年7月1日。

| T231次 | T231次 | T231次 | T231次 | 停靠站 | T232次 | T232次 | T232次 | T232次 |
| 里程   | 天数   | 到点   | 开点   | 停靠站 | 到点   | 开点   | 天数   | 里程   |
| ------ | ------ | ------ | ------ | ------ | ------ | ------ | ------ | ------ |
| 0      | 当日   | —      | 18:33  | 北京西 | 06:12  | —      | 次日   | 1200   |
| 84     | 当日   | 19:27  | 19:27  | 高碑店 | ↑      | ↑      | 次日   | —      |
| 146    | 当日   | 20:00  | 20:04  | 保定   | 04:34  | 04:37  | 次日   | 1054   |
| 281    | 当日   | 21:23  | 21:29  | 石家庄 | 03:13  | 03:19  | 次日   | 919    |
| 390    | 当日   | 22:24  | 22:27  | 邢台   | ↑      | ↑      | 次日   | —      |
| 442    | 當日   | 23:08  | 23:11  | 邯郸   | ↑      | ↑      | 次日   | —      |
| 502    | 当日   | 23:52  | 23:55  | 安陽   | ↑      | ↑      | 次日   | —      |
| 584    | 次日   | 00:39  | 00:43  | 衛輝   | ↑      | ↑      | 次日   | —      |
| 813    | 次日   | 03:00  | 03:04  | 洛阳   | 22:09  | 22:15  | 当日   | 387    |
| 1200   | 次日   | 07:37  | —      | 西安   | —      | 17:25  | 当日   | 0      |